# كمرقيا (أديامان)
كمرقيا (بالكردية: Axgewr‏) (بالتركية: Kemerkaya)‏ هي قرية كرديّة تتبع إداريّاً لمديرية أديامان في محافظة أديامان التركية الواقعة في جنوب شرق الأناضول. بلغ عدد سكانها 280 نسمة في عام 2021.